# Musik und Kirche
Musik und Kirche ist eine deutsche evangelische Fachzeitschrift mit ökumenischer Ausrichtung für Kirchenmusiker und christliche Theologen.

## Geschichte
Musik und Kirche wurde 1929 von Walter Blankenburg, Christhard Mahrenholz und Karl Vötterle gegründet und erscheint seitdem mit Ausnahme der Jahrgänge 1945 und 1946 ununterbrochen im Bärenreiter-Verlag. Christhard Mahrenholz war ihr erster Schriftleiter.
Schon mit den ersten Jahrgängen wurde das neue Blatt zum führenden Forum für die evangelische Kirchenmusik. Programmatisch war es der Erneuerungsbewegung der evangelischen Kirchenmusik nach 1920 verpflichtet, was sich in der Unterstützung der Bach- und Schütz-Renaissance, der Orgelbewegung, der Singbewegung in Gemeinde und Jugendarbeit sowie einer deutlichen Ablehnung der Romantik zeigte.
In der Zeit der NS-Diktatur begaben sich die Herausgeber auf einen Kurs, der zwischen eindeutigen Ergebenheitsadressen und einem unbeirrbaren Festhalten an der Offenbarung Jesu Christi schwankte. Das Kriegsende brachte vorerst keine Zäsur. In der Person Walter Blankenburgs, der von 1941 bis 1981 die Schriftleitung von Musik und Kirche innehatte, ergab sich eine erkennbare Kontinuität.
Erst allmählich zeigten sich Anzeichen einer Öffnung und Distanzierung. Die Geringschätzung der Romantiker wich nur allmählich. In der Wahrnehmung der Moderne öffneten sich schon in den 1950er-Jahren Fenster, als auch über Werke von Ernst Krenek, Wolfgang Fortner und anderen berichtet wurde. Die Vielfalt der Positionen und der Verzicht auf ästhetische Vorgaben standen nun außer Zweifel.
Nach Blankenburgs Abschied setzte unter der Schriftleitung von Renate Steiger eine Ära ein, die, neben der Chronik des kirchenmusikalischen Zeitgeschehens der theologischen Bachforschung, eine Plattform schuf. Als 1996 Klaus Röhring die Redaktion übernahm, setzte eine dreifache Öffnung ein. Die Avantgarde der Komponisten, die „Neue Musik in der Kirche“ schuf und damit zwischen den Stühlen der Moderne und der herkömmlichen Kirchenmusik stand, erhielt nun Raum für ihre, oft auch extremen Positionen. Zum anderen weitete sich der Horizont über den deutschen Sprachraum hinaus. „Länderhefte“ zu England, Schweden, den Niederlanden, der Schweiz, den USA und den Ländern des Baltikums führen in andere Kirchenmusik-Landschaften ein.
Die Berücksichtigung ökumenischer Aspekte und die Beobachtung der katholischen Kirchenmusik schließlich wurden zu einer Selbstverständlichkeit.

## Herausgeber und Redaktion
Musik und Kirche wird herausgegeben von Jörg-Hannes Hahn, in Verbindung mit Jochen Arnold, Christfried Brödel, Sven Hiemke, Martina van Lengerich, Markus Karas, Gerd-Peter Münden, Matthias Schneider, Meinrad Walter und Antje Wissemann. Die Redaktion besteht aus Jörg-Hannes Hahn und Johannes Mundry.